# Glory For Salvation
Glory For Salvation é o décimo terceiro álbum de estúdio da banda italiana de power metal sinfônico Rhapsody of Fire. Foi lançado em 26 de novembro de 2021 pela AFM Records.
O álbum é o segundo capítulo de The Nephilim's Empire Saga. É o primeiro álbum de estúdio a apresentar Paolo Marchesich na bateria.

## Contexto
Em 6 de abril de 2020, o vocalista Giacomo Voli, em entrevista exclusiva, revelou que a banda estava trabalhando no álbum. Voli disse:
"Este ano vamos gravar o novo álbum e provavelmente começar já no verão. No final da turnê vou começar a trabalhar nas letras com Roby De Micheli porque algumas músicas já estão em fase de pré-produção para que possam ser lançadas na primavera do próximo ano. Quanto ao desenvolvimento da saga, continuaremos a narrar os acontecimentos deste estranho protagonista que conseguiu sair do inferno graças aos Nefilins. Existem muitas maneiras possíveis e veremos o que acontecerá."
A banda anunciou mais tarde que a gravação do álbum havia sido concluída em 24 de setembro de 2020, e foi confirmado que estava mixando o álbum com Sebastian "Seeb" Levermann em abril de 2021. O primeiro single do álbum, "I'll Be Your Hero" foi lançado em 4 de junho de 2021 como um EP. Os detalhes do álbum e a data de lançamento foram anunciados posteriormente em 8 de julho de 2021, juntamente com o lançamento do segundo single e da faixa-título "Glory for Salvation".  O terceiro single, "Magic Signs" foi lançado em 2 de setembro de 2021. O quarto single, "Terial the Hawk", foi lançado em 15 de outubro de 2021. O quinto single, "Chains of Destiny" foi lançado em 7 de novembro de 2021, juntamente com um videoclipe. O sexto single, "Un'ode Per L'eroe" foi lançado em 17 de dezembro de 2021, junto com um videoclipe. Em 24 de março de 2022, foi lançado um vídeo clipe para o terceiro single do álbum, "Magic Signs" (mesmo videoclipe de "Un'ode Per L'eroe", porém, em inglês).

## Conceito
Adaptado das letras.
Após os eventos do álbum anterior The Eighth Mountain, Kreel, o mago caído, jurou vingança contra seus mestres. Ele é o servo de Bezrael, filho de Chezaquill, o pai de todos os Nefilins. Bezrael ressuscitou Kreel do Abismo da Dor para servir sua vontade. Ele se lembra de sua vida anterior e lamenta o reino de gelo que está vivendo agora. Anos antes, Kreel, assassinou Namecid, o homem santo da Catedral Diáfana. Desde então, Terial, o falcão feito de gelo, segue Kreel. Terial simboliza esperança e perdão para Kreel por suas transgressões passadas, enquanto ele procura encontrar paz e serenidade.
Ele então conhece a Donzela da Areia Secreta, Vardagwen, e pretende assassiná-la. Mas em vez disso, ele se apaixona por ela e diz a ela para ficar fora de vista. Ao saber disso, Bezrael aprisiona Kreel de novo no Abismo da Dor e o marca como traidor. Ao aceitar seu destino, ele implora aos Guardiões do Céu que cuidem da donzela da areia secreta, pois ele sabe que seu mestre não o libertará.
Sentindo uma culpa esmagadora pelo que fez, Kreel mais uma vez pede perdão a Terial, o Falcão, ao saber que Vardagwen foi morta por seu mestre. Ele então jura vingança por tudo o que viu. Ainda lutando com a culpa e o desejo de perdão por suas transgressões, ele ora para que a chuva mística enxugue suas lágrimas. Ele promete mudar sua vida e ser o herói que Vardagwen gostaria que ele fosse. Finalmente, ele decide quebrar as correntes de seu destino e se voltar contra seu Senhor Bezrael em nome de Vardagwen e do profeta Namecid, a quem ele assassinou.

## Composição
De acordo com Staropoli, a música "Chains of Destiny" é "uma música épica, edificante e intensa, caracterizada por melodias cativantes, ritmo acelerado, ótimos vocais e coros".

## Lista de faixas
Todas as letras escritas por Giacomo Voli, todas as músicas compostas por Alex Staropoli, Giacomo Voli e Roberto De Micheli.
| N.º            | Título                               | Duração |  |
| 1.             | "Son of Vengeance"                   | 5:46    |  |
| 2.             | "The Kingdom of Ice"                 | 4:25    |  |
| 3.             | "Glory for Salvation"                | 5:04    |  |
| 4.             | "Eternal Snow"                       | 1:33    |  |
| 5.             | "Terial the Hawk"                    | 4:49    |  |
| 6.             | "Maid of the Secret Sand"            | 5:07    |  |
| 7.             | "Abyss of Pain II"                   | 10:45   |  |
| 8.             | "Infinitae Gloriae (Glória Infinta)" | 4:31    |  |
| 9.             | "Magic Signs"                        | 4:52    |  |
| 10.            | "I'll Be Your Hero"                  | 5:29    |  |
| 11.            | "Chains of Destiny"                  | 3:55    |  |
| Duração total: | Duração total:                       | 56:19   |  |

| Faixa Bônus    |                                                                                                 |         |  |
| N.º            | Título                                                                                          | Duração |  |
| 12.            | "Un'ode Per L'eroe (Um Poema Ao Herói)" (Faixa bônus e versão italiana de "Magic Signs")        | 4:52    |  |
| 13.            | "La Esencia de un Rey (A Essência de um Rei)" (Faixa bônus e versão espanhola de "Magic Signs") | 4:52    |  |
| Duração total: | Duração total:                                                                                  | 1:05:57 |  |

| Edição Japonesa | |         |  |
| N.º             | Título | Duração |  |
| 14.             | "Sadame no Kusari (Cadeia Prescrita)" (Faixa bônus da edição japonesa e versão em japonês de "Chains of Destiny") | 3:55    |  |
| Duração total:  | Duração total: | 1:09:52 |  |

## Integrantes
- Giacomo Voli - vocal
- Alex Staropoli - teclado
- Roberto De Micheli - guitarra
- Manu Lotter - bateria
- Alessandro Sala - baixo

Pessoal adicional
- Manuel Staropoli – flautas barrocas, flauta
- Giovanni Davoli – tubos uilleann, apito baixo
- Davide Simonelli – violino
- Mateo Sivelli – violoncelo
- Valério Mauro – harpa

Coro
- Alex Mari, Angelo Guidetti, Erika Beretti, Gabriele Gozzi, Giacomo Pieracci, Giovani Maria Palmia

Produção
- Sebastian "Seeb" Levermann – mixagem, masterização
- Alberto Bravin – engenharia, vocais do coral
- Marco Vattovani – engenharia
- Alexandre Charleux – arte
- Paul Thureau – arte adicional, layout
- Emanuele Aliprandi – fotografia

## Paradas
| Parada (2021)                         | Colocação mais alta |
| ------------------------------------- | ------------------- |
| Alemanha (Offizielle Deutsche Charts) | 89                  |
|                                       |                     |
| Suíça (Schweizer Hitparade)           | 31                  |